# To svenske folkeviser
To svenske folkeviser is een compositie van Johan Svendsen. Alhoewel Svendsen ze in eerste instantie een Noorse titel mee gaf, werden ze uiteindelijk onder een Duitse titel uitgeven: Zwei swedische  Volksmelodien.
Svendsen rondde zijn variaties op twee Zweedse volksliedjes af in maart 1878, zoals gedateerd op zijn manuscript Echter er bestaat het vermoeden dat Svendsen het al eerder klaar had en de datering alleen betrekking heeft op de uitgave die door Warmuth Musikforlag werd verricht. Het opusnummer werd er pas weer later in 1881 aangegeven. Van zijn opus 26 Romance voor viool en orkest is namelijk de ontstaansgeschiedenis bekend. Het werd geschreven op verzoek van zijn muziekuitgeverij in 1881. Het werk is opgedragen aan Morris Levett, de schoonvader van de componist.
De twee volkswijsjes zijn:
- Allt under himmelens fäste
- Du gamla, Du friska, Du fjellhöga Nord

Zijn bewerkingen werden geschreven voor strijkorkest te verdelen in de stemmen eerste violen, tweede violen, altviolen, celli en contrabas. Het bijzondere aan het tweede lied is, dat Svendsen de oorspronkelijke tekst aanhield. Componist Richard Dybeck zou een aantal jaren na de eerste uitvoering (maar ver voor Svendsens variaties) twee letters (!) schrappen in de beginregel. Het werd gewijzigd in Du gamla, Du fria. Het zou het officieuze volkslied van Zweden worden (Zweden heeft geen officieel volkslied).
Ole Bull gaf op 1 april 1879 een uitvoering van deze twee bewerkingen in het Christiania Theater. Toen werden van Svendsen ook de Twee IJslandse melodieën en I fjol gjætt’e gjeitinn gespeeld.   